# The Siren
The Siren (англ. Сирена) —  четвертий сингл з альбому Once фінської симфо-метал групи Nightwish. Пісня була записана спільно з Лондонським філармонічним оркестром і містила безліч екзотичних інструментів, включаючи електричну скрипку і ситар. На додаток до цього Тар'я Турунен використовувала незвичайний для неї тип вокалу, який ніколи до цієї пісні не використовувався Nightwish.
Також пісню виконує нова вокалістка Nightwish Анетт Ользон. 19 вересня 2009 року в Гельсінки на Hartwall Arena вона виконувала цю пісню за підтримки двої віоланчелістів з фінської челло-рок групи Apocalyptica.

## Список композицій
Версії, які були випущені різними лейблами, відрізнялись змісом дисків.

### Spinefarm Records
1. The Siren (edited)
2. The Siren (альбомна версія)
3. The Siren (запис наживо)
4. Kuolema Tekee Taiteilijan (запис наживо)

### Nuclear Blast Records
1. The Siren (edited)
2. The Siren (альбомна версія)
3. The Siren (запис наживо)
4. Symphony of Destruction (запис наживо)
5. Kuolema Tekee Taiteilijan (запис наживо)

### Nems Enterprises
1. The Siren (edited)
2. The Siren (альбомна версія)
3. The Siren (запис наживо)
4. Creek Mary' s Blood (оркестрова версія) (бонус-трек)
5. Symphony of Destruction (запис наживо) (бонус-трек)

## Чарти
| Чарт      | Пікова позиція |
| --------- | -------------- |
| Фінляндія | 3              |
| Бельгія   | 14             |
| Данія     | 15             |
| Швеція    | 30             |
| Німеччина | 51             |
| Швейцарія | 59             |

## Учасники
- Туомас Холопайнен — композитор, клавишні
- Емппу Вуорінен — гітара
- Юкка Невалайнен — ударні
- Тар'я Турунен — вокал
- Марко Хієтала — бас-гітара